# 唐順徵
唐順徵（1612年1月28日—17世紀），字性之，號未孩，河南開封府祥符县籍歸德府睢州人，明朝政治人物。

## 生平
唐順徵是崇禎十年進士唐鉉的姪子，天啟七年（1627年）中舉人，崇禎七年（1634年）成進士，先在兵部觀政，次年（1635年）獲授饒陽知縣，當時縣內商議修繕城牆多年未決，他以人民貧富釐定出資多少，在三個月內完成，又製造兵器、儲存火藥，十一年（1638年）、十五年（1642年）清朝軍隊兩次進攻饒陽，都因城池堅固無法攻陷，十七年（1644年）流寇數萬人攻打饒陽七天亦無法攻破，縣人為他建祠和立功記碑。

## 家族
曾祖唐江，祖父唐守仁，父唐標，生員。從父唐鉉。

## 引用
1. 1 2  道光《饒陽縣志·卷下》：唐順徵，河南睢州進士，崇禎九年任知縣，饒陽舊土堞疆圉孔棘，當事議修數年不果，順徵以民貧富定工多寡，不三月而事竣，又製神器、儲火藥，未雨綢繆纖悉備具。戊寅壬午大兵繼至，以城堅不攻，甲申流賊鳩眾數萬攻七晝夜不能拔，邑人建祠報功。
2. ↑  光緒《續修睢州志·卷五·選舉志》：舉人 明……（天啟）丁卯科 唐順徵……進士……明……（崇禎）甲戌科……唐順徵 字性之，《書經》，饒陽縣知縣，有遺愛
3. ↑  光緒《續修睢州志·卷六·人物志》：唐鉉，字節玉，崇禎丁丑進士……姪順徵，甲戌進士，知饒陽縣，有修城功，饒人德之，祀名宦，有記功碑，見《饒陽縣志》。
4. ↑  《崇禎七年甲戌科進士三代履歷》：唐順徵，曾祖江，祖守仁，父標，生員。未孩，書一房，辛亥年十二月二十七日生，開封府祥符县籍睢州人，丁卯十一名，會二百九十一名，三甲一百五十八名，兵部觀政，乙亥授饒陽知縣，庚辰闲住。